# Скаковци
Скаковци (на словенски: Skakovci; на унгарски: Szécsényfa; на немски: Skakofzen) е село в Словения, Помурски регион, община Цанкова. Според Националната статистическа служба на Република Словения през 2015 г. селото има 205 жители.